# Edivalter Andrade
Edivalter Andrade (ur. 17 kwietnia 1962 w Barra de São Francisco) – brazylijski duchowny katolicki, biskup Parnaíba od 2024.

## Życiorys
8 października 1989 otrzymał święcenia kapłańskie i został inkardynowany do diecezji São Mateus. Pracował przede wszystkim jako duszpasterz parafialny, był też m.in. rektorem seminarium, koordynatorem duszpasterstwa w diecezji oraz dyrektorem radia Kairós.
29 marca 2017 papież Franciszek mianował go biskupem diecezji Floriano. Sakra biskupia odbyła się 10 czerwca 2017. Głównym konsekratorem był biskup São Mateus, Paulo Bosi Dal’Bó.
8 listopada 2023 został mianowany biskupem diecezji Parnaíba.